# Casino de Paris (album de Jacques Higelin)
Pour les articles homonymes, voir Casino de Paris (homonymie).
Albums de Jacques Higelin
Higelin '82
(1982) Aï
(1985)
Casino de Paris est un album live du 6 au 15 octobre 1983 enregistré au Casino de Paris par Laurent Thibault et toute l'équipe du château d'Hérouville (dont Ludovic Lanen et Pier Alessandri) et sorti en 1984. C'est son deuxième album enregistré en public.
C'est le seul album simple en public de Higelin. C'est également le seul à comprendre un titre jamais enregistré sur un album studio, Le bal des sapeurs-pompiers.
Il a été réédité en CD en 1991, mais est, à l'instar de Higelin à Bercy (1986), depuis longtemps épuisé.
La sélection des morceaux favorise surtout des morceaux peu connus, provenant chacun d'un album différent, chaque album est représenté à l'exception de No Man's Land.

## Chansons
| 1. | Œsophage-boogie - Cardiac'blues |  |
| 2. | Le bal des sapeurs-pompiers     |  |
| 3. | Encore une journée d'foutue     |  |
| 4. | La rousse au chocolat           |  |

| 1. | Cayenne c'est fini            |  |
| 2. | Le Fil à la patte du caméléon |  |
| 3. | Mon portrait dans la glace    |  |

Il existerait une pochette du 33 tours au recto couleur bleu ciel  au lieu du bleu mauve foncé (brun pour la cassette) de l'édition classique.
Un maxi-45 tours promotionnel de Mon portrait dans la glace, en versions courtes et longues, mono et stéréo, est sorti simultanément.